# 比利亚布兰卡
比利亚布兰卡（西班牙語：Villablanca）是西班牙安达卢西亚自治区韦尔瓦省的一个市镇。总面积98平方公里，总人口2093人（2001年），人口密度21人/平方公里。